# Elemento literário
Um elemento literário, elemento de narrativa  é um constituinte de todos os trabalhos de narrativa fictícia. É uma característica necessária de contos verbais que pode ser encontrado de forma escrita ou falada. 
Isto se distingue de técnicas literárias ou características não-universais que acompanha a construção de um trabalho em particular do que formando características essências de toda narrativa. Por exemplo, enredo, tema, personagem e entonação são elementos literários, enquanto que figura de linguagem, foreshadowing ou ironia podem ser consideradas técnicas literárias.
Elementos literários ajudam na discussão de entendimento de uma obra literária como categorias básicas de análise crítica. Na maior parte, eles são conceitos populares que não são limitados a nenhuma ramificação particular de criticismo literário, embora eles estejam mais associados com o método formalista. Não há nenhuma definição oficial ou lista fixa de termos de elementos literários, embora eles sejam características comuns de educação literária no ensino primário e secundário, e um conjunto de termos similares aos abaixo são frequentemente usados em avaliações institucionais de estudantes.

## Termos
- Ação[2]
- Personagem[2][3][4]
- Conflito[1][5]
- Diálogo[2]
- Gênero
- Linguagem literária
- Humor[4]
- Modo narrativo[2]
- Ritmo[2]
- Enredo[3][4]
- Ponto de vista[4]
- Ambientação[4][3]
- Estilo
- Tema[4][3]
- Tom[3]